# Bezliúdivka
Bezliúdivka (en ucraniano: Безлюдівка; en ruso: Безлюдовка, romanizado: Bezliúdovka) es un pueblo ucraniano perteneciente al óblast de Járkov. Situado en el noreste del país, es parte del raión de Járkov y centro del municipio (hromada) homónimo.

## Geografía
Bezliúdivka está situado a orillas del río Udá, afluente del Donets, 3 km al sur de la ciudad de Járkov. Los lagos Najorivske y Pidborivske están en el asentamiento. 

## Historia
Bezliúdivka fue mencionado por primera vez en 1677, fundado y habitado por cosacos. El pueblo fue una aldea en el uyezd de Járkov de la gobernación de Járkov del Imperio ruso.
El poder soviético se estableció en diciembre de 1917 pero de junio a diciembre de 1919, Bezliúdivka estuvo bajo el dominio del Ejército Blanco de Denikin.
En 1938 se le asignó el estatus de asentamiento de tipo urbano.Hay algunas hipótesis que sitúan el lugar de entierro masivo de las víctimas de la masacre de Katin en Bezliúdivka.
Durante la Segunda Guerra Mundial, Bezliúdivka estuvo ocupada por la Alemania nazi hasta el 28 de agosto de 1943.
En 2023, Bezliúdivka perdió el estatus de asentamiento de tipo urbano en la legislación ucraniana debido a la eliminación de este estatus administrativo.

## Demografía
La evolución de la población de Bezliúdivka entre 1959 y 2022 fue la siguiente:
| 7440                                                          | 7764 | 8776 | 10 387 | 9653 | 9693 | 9698 | 9436 | 9405 | 9135 |
| (Fuente: Cities & Towns of Ukraine y UKRAINE: Größere Städte) |      |      |        |      |      |      |      |      |      |

Según el censo de 2001, la lengua materna de la mayoría de los habitantes, el 78,29%, es el ucraniano; y del 20,61% es el ruso.

## Infraestructura

### Transporte
Bezliúdivka se accede por la autopista M18, tramo de la E105, y con estación de tren propia en la línea ferroviaria Járkov-Zmíyiv.